# Kampóscsőrű kardinális
A kampóscsőrű kardinális (Cardinalis sinuatus) a madarak osztályába, ezen belül a verébalakúak (Passeriformes) rendjébe és a kardinálispintyfélék (Cardinalidae) családjába tartozó faj.

## Rendszerezése
A fajt Charles Lucien Jules Laurent Bonaparte francia ornitológus írta le 1838-ban.

## Alfajai
- Cardinalis sinuatus fulvescens (van Rossem, 1934)
- Cardinalis sinuatus peninsulae (Ridgway, 1887)
- Cardinalis sinuatus sinuatus Bonaparte, 1838[2]

## Előfordulása
Az Amerikai Egyesült Államok déli részén és Mexikó területén honos. Természetes élőhelyei a szubtrópusi vagy trópusi éghajlati övezetben lévő cserjések. Vonuló faj.

## Megjelenése
Testhossza 22 centiméter, testtömege 24-43 gramm.
|  |  |

## Természetvédelmi helyzete
Az elterjedési területe rendkívül nagy, egyedszáma ugyan csökken, de még nem éri el a kritikus szintet. A Természetvédelmi Világszövetség Vörös listáján nem fenyegetett fajként szerepel.